# Yoshikiyo Kuboyama
Yoshikiyo Kuboyama (Shizuoka, 21 juli 1976) is een voormalig Japans voetballer.

## Carrière
Yoshikiyo Kuboyama speelde tussen 1995 en 2007 voor Yokohama Flügels en Shimizu S-Pulse.